# Tanguy Nianzou
Tanguy-Austin Nianzou Kouassi, meglio noto come Tanguy Nianzou o Tanguy Kouassi (Parigi, 7 giugno 2002), è un calciatore francese, difensore del Siviglia e della nazionale Under-21 francese.
Cresciuto nel Paris Saint-Germain, con i parigini ha vinto un campionato francese (2019-2020), una Coppa francese (2019-2020) e una Coppa di Lega francese (2019-2020). Nel 2020 viene ingaggiato dal Bayern Monaco, con cui ha vinto due campionati tedeschi (2020-2021, 2021-2022), due Supercoppe tedesche (2020, 2021), una Supercoppa UEFA (2020) e una Coppa del mondo per club FIFA (2020). Dal 2022 milita nel Siviglia.

## Caratteristiche tecniche
È un difensore centrale completo, veloce e forte fisicamente. Bravo nei colpi di testa e nell'uno contro uno, può giocare anche come mediano. Viene paragonato al senegalese Kalidou Koulibaly.

## Carriera

### Club

#### Paris Saint-Germain
Cresciuto nel settore giovanile del Paris Saint-Germain, ha debuttato in prima squadra il 7 dicembre 2019 nell'incontro di Ligue 1 vinto 3-1 contro il Montpellier. Pochi giorni più tardi ha esordito anche in Champions League, nel match della fase a gironi vinto 5-0 contro il Galatasaray, diventando il più giovane giocatore a debuttare nella massima competizione europea con i parigini. Il 22 gennaio 2020 ha segnato il suo primo gol in occasione della vittoria per 3-1 sul campo dello Stade Reims in Coupe de la Ligue. Il 15 febbraio seguente segna la sua prima doppietta con il club, in occasione della partita terminata 4-4 contro l'Amiens.

#### Bayern Monaco
Il 1º luglio 2020 svincolatosi dalla squadra parigina, firma un quadriennale con il Bayern Monaco. Debutta con i tedeschi il 28 novembre, giocando gli ultimi 20 minuti dell'incontro di Bundesliga vinto 1-3 contro lo Stoccarda. L'11 dicembre subisce un infortunio muscolare che lo costringe a rimanere inattivo per più di tre mesi. Torna in campo il 10 aprile 2021, in occasione della ventottesima giornata di campionato pareggiata 1-1 con l'Union Berlino.
Nella stagione 2021-2022, con l'arrivo in panchina di Julian Nagelsmann, trova maggiore continuità; ottiene, infatti, la sua prima titolarità già alla seconda giornata di campionato, vinta contro il Colonia per 3-2. Nella partita successiva, giocata contro l'Hertha Berlino, è autore invece dell'assist per la rete del 5-0 finale. Il 19 marzo 2022 segna il suo primo gol con la maglia del Bayern ai danni dell'Union Berlino. Conclude l'annata con 22 presenze complessive.

#### Siviglia
Il 17 agosto 2022 passa a titolo definitivo al Siviglia.

### Nazionale
Nel 2019, con la Francia U-17, ha disputato sia l'europeo che il mondiale di categoria, scendendo in campo da titolare in tutti i match di entrambe le competizioni.
Dal 2021 milita nella Francia U-20, della quale è capitano.

## Statistiche

### Presenze e reti nei club
Statistiche aggiornate al 12 maggio 2024.
| Stagione             | Squadra              | Campionato           | Campionato | Campionato | Coppe nazionali | Coppe nazionali | Coppe nazionali | Coppe continentali | Coppe continentali | Coppe continentali | Altre coppe | Altre coppe | Altre coppe | Totale | Totale | Totale |
| Stagione             | Squadra              | Comp                 | Pres       | Reti       | Comp            | Pres            | Reti            | Comp               | Pres               | Reti               | Comp        | Pres        | Reti        | Pres   | Reti   |        |
| -------------------- | -------------------- | -------------------- | ---------- | ---------- | --------------- | --------------- | --------------- | ------------------ | ------------------ | ------------------ | ----------- | ----------- | ----------- | ------ | ------ | ------ |
| 2019-2020            | Paris Saint-Germain  | L1                   | 6          | 2          | CF+CdL          | 3+2             | 0+1             | UCL                | 2                  | 0                  | -           | -           | -           | 13     | 3      |        |
| 2020-2021            | Bayern Monaco        | BL                   | 6          | 0          | CG              | 0               | 0               | UCL                | 0                  | 0                  | SG+SU+Cmc   | 0           | 0           | 6      | 0      |        |
| 2021-2022            | Bayern Monaco        | BL                   | 17         | 1          | CG              | 1               | 0               | UCL                | 4                  | 0                  | SG          | 0           | 0           | 22     | 1      |        |
| Totale Bayern Monaco | Totale Bayern Monaco | Totale Bayern Monaco | 23         | 1          |                 | 1               | 0               |                    | 4                  | 0                  |             | 0           | 0           | 28     | 1      |        |
| 2022-2023            | Siviglia             | PD                   | 19         | 1          | CR              | 5               | 1               | UCL+UEL            | 2+4                | 1+1                | -           | -           | -           | 30     | 4      |        |
| 2023-2024            | Siviglia             | PD                   | 8          | 0          | CR              | 4               | 0               | UCL                | 2                  | 0                  | SU          | -           | -           | 14     | 0      |        |
| Totale Siviglia      | Totale Siviglia      | Totale Siviglia      | 27         | 1          |                 | 9               | 1               |                    | 8                  | 2                  |             | 0           | 0           | 44     | 1      |        |
| Totale carriera      | Totale carriera      | Totale carriera      | 46         | 4          |                 | 15              | 2               |                    | 12                 | 2                  |             | 0           | 0           | 85     | 8      |        |

## Palmarès

### Club

#### Competizioni nazionali
- Campionato francese: 1

Paris Saint-Germain: 2019-2020
- Coppa di Francia: 1

Paris Saint-Germain: 2019-2020
- Coppa di Lega francese: 1

Paris Saint-Germain: 2019-2020
- Campionato tedesco: 2

Bayern Monaco: 2020-2021, 2021-2022
- Supercoppa di Germania: 3

Bayern Monaco: 2020, 2021, 2022

#### Competizioni internazionali
- Supercoppa UEFA: 1

Bayern Monaco: 2020
- Coppa del mondo per club: 1

Bayern Monaco: 2020
- UEFA Europa League: 1

Siviglia: 2022-2023
- UEFA-CONMEBOL Club Challenge: 1

Siviglia: 2023